# 8 nő
A 8 nő (eredeti cím: 8 Femmes) 2002-ben bemutatott francia–olasz zenés bűnügyi film, amelyet Robert Thomas Nyolc nő című színdarabjából François Ozon rendezett. 
A legnagyobb francia sztárokat felvonultató könnyed és szórakoztató film gondolkodásra késztető alkotás a nőiességről.

## Cselekmény
|  | Alább a cselekmény részletei következnek! |

Marcelt, az iparmágnást karácsony előtt a hegyi kastélyában egyik reggel leszúrva találják. A külvilágtól elzárt kastélyban a telefonkészülék nem működik, az egyetlen autó is lerobban. A Marcelhez legközelebb álló nyolc nő mind egymást gyanúsítja.
A feleség Gaby, lányai, Suzon és Catherine, az anyósa, Mamy, sógornője, Augustine, húga, Pierrette, a szakácsnő és a szobalány is eltérően fogalmazzák meg kötődésüket Marcelhez. Dalban éneklik el saját védőbeszédjüket és a riválisok elleni vádbeszédjüket.
|  | Itt a vége a cselekmény részletezésének! |

## Szereplők
- Catherine Deneuve – Gaby
- Isabelle Huppert – Augustine
- Emmanuelle Béart – Louise
- Fanny Ardant – Pierrette
- Virginie Ledoyen – Suzon
- Danielle Darrieux – Mamy
- Firmine Richard – Chanel
- Ludivine Sagnier – Catherine
- Dominique Lamure – Marcel

## Díjak és jelölések
Díjak
- Berlini Nemzetközi Filmfesztivál (2002) – Kiemelkedő Művészi Teljesítmény díja: Danielle Darrieux, Virginie Ledoyen, Fanny Ardant, Emmanuelle Béart, Ludivine Sagnier, Catherine Deneuve, Firmine Richard, Isabelle Huppert
- Berlini Nemzetközi Filmfesztivál (2002) – A Berlini Újság olvasóinak különdíja: François Ozon
- Európai Filmdíj (2002) – Legjobb női alakítás: Firmine Richard, Ludivine Sagnier, Danielle Darrieux, Virginie Ledoyen, Fanny Ardant, Emmanuelle Béart, Catherine Deneuve, Isabelle Huppert
- Arany Csillag (2003) – Legjobb színésznő: Isabelle Huppert
- Arany Csillag (2003) – Legjobb eredeti filmzene: Krishna Levy

Jelölések
- Berlini Nemzetközi Filmfesztivál (2002) – Arany Medve jelölés: François Ozon
- Európai Filmdíj (2002) – Legjobb film jelölés: Marc Missonnier, Olivier Delbosc
- Európai Filmdíj (2002) – Legjobb forgatókönyv jelölés: François Ozon
- César-díj (2003) – jelölés 12 kategóriában, díj nélkül